# Dafne Molina
Dafne Molina Lona (née le 24 février 1982 à Mexico) est une mannequin mexicaine, première dauphine du concours de beauté Nuestra Belleza México en 2004 et première dauphine de Miss Monde en 2005.

## Biographie
Dafne Molina a participé à l'Elite Model Look de Mexico en 2002. Elle est diplômée en design d'intérieur. Le 10 septembre 2004, elle participe au concours de beauté national Nuestra Belleza México, à San Luis Potosí. Le concours est remporté par Laura Elizondo et Dafne Molina se place première dauphine, gagnant ainsi son accès à Miss Monde. En 2005, elle se place également première dauphine de cette compétition, derrière l'islandaise Unnur Birna Vilhjálmsdóttir, et obtient le titre de Miss Amériques 2005.